# Zeebeving Indische Oceaan 2004
Op zondag 26 december 2004 vond een zeer zware zeebeving plaats in de Indische Oceaan, die een tsunami veroorzaakte die zich in verschillende richtingen over de Indische Oceaan verplaatste met ongeveer 230.000 doden als gevolg. De catastrofe wordt gezien als een van de ergste natuurrampen in de recente geschiedenis.

## Zeebeving en naschokken

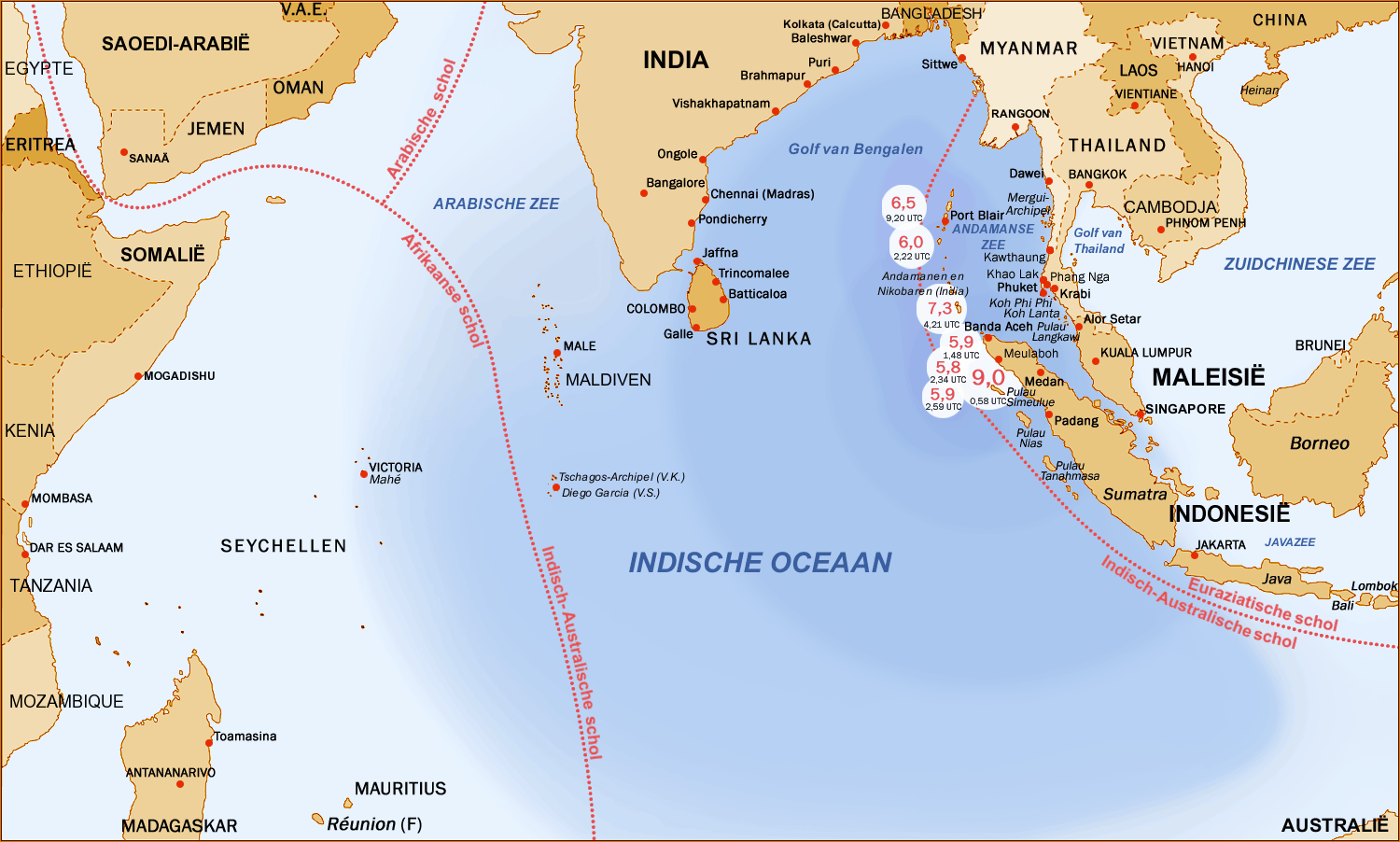
De zware zeebeving met een kracht van 9,0 bij Sumatra met de naschokken (de witte cirkels). De rode stippellijnen geven de grenzen tussen de tektonische platen weer. Bovenin in het midden ligt India, links de oostkust van Afrika.

Verloop van de vloedgolf

De zeebeving deed zich voor om 7:58:53 lokale tijd (in Jakarta en Bangkok).
Het hypocentrum lag op 3,298° noorderbreedte, 95,779° oosterlengte, ongeveer 160 km ten westen van het Indonesische eiland Sumatra, op een diepte van ongeveer 30 km in de Indische Oceaan.
De beving had een kracht van 9,3 op de momentmagnitudeschaal (het Amerikaanse bureau USGS houdt 9,1 MW aan), waardoor de zeebodem zich met tientallen meters verplaatste. Daarmee was het de op vier na zwaarste zeebeving sinds 1900.
De zeebeving zelf werd gevoeld tot in Bangladesh, de Cocoseilanden, India, Maleisië, Myanmar, Singapore en Thailand. Meerdere naschokken volgden in de uren daarna. Vanaf de eilandengroep de Andamanen werden naschokken van 5,7 en 6,3 MW gemeld. Vanaf de eilandengroep de Nicobaren werden naschokken gemeld, waaronder een van 7,3 MW. Uit deze naschokken bleek dat de breuklijn over een lengte van 1600 km aan het bewegen was. Uit de grootte van de zeebevingen werd geschat dat de aardschollen een vijftiental meters langs elkaar geschoven moeten zijn. Vierentwintig uur na de zeebeving deden zich nog steeds naschokken voor van ca. 6 MW.  Zelfs zes dagen later, op 1 januari 2005, deden zich nabij Sumatra nog naschokken voor van 6,5 MW. Op 28 maart vond er een naschok van 8,2-8,5 MW plaats, zie Aardbeving Indische Oceaan 2005.
Bij het KNMI in het Nederlandse De Bilt werd de zeebeving bij Sumatra ongeveer dertien minuten na het begin van de beving geregistreerd.
Aardbevingen met een grootte van meer dan 8 zijn zeldzaam. Toch had zich drie dagen eerder een aardbeving van 8,1 MW voorgedaan in een onbewoond gedeelte van Macquarie-eiland, gelegen tussen Antarctica en Australië.

## Vloedgolven
Bij deze zware zeebeving ontstonden er drie grote vloedgolven of tsunami's die zich in verschillende richtingen over de Indische Oceaan verplaatsten met een snelheid tot 900 km per uur. Waar de vloedgolf op land stuitte kon deze door het ondiepere water een hoogte van 10 meter bereiken.

## Slachtoffers en schade
De doden vielen als gevolg van de vloedgolf. In de Indische Oceaan was destijds geen waarschuwingssysteem voor vloedgolven, zoals wel in de Grote Oceaan aanwezig was. In Zuidoost-Azië kwamen duizenden mensen om het leven. Onder andere Indonesië, India, Sri Lanka en Thailand werden ernstig getroffen door de zeebeving.
Gevreesd werd ook voor een catastrofale ecologische ramp omdat koraalriffen voor de kust ernstig en permanent beschadigd leken. Achteraf bleek dat 40% van de riffen beschadigd was en dat 13% zware schade had opgelopen.
| S.No. | Land       | Aantal doden bevestigd | Gewonden | Vermisten |
| ----- | ---------- | ---------------------- | -------- | --------- |
| 1     | Indonesië  | 130.736                | Onbekend | > 6.000   |
| 2     | Sri Lanka  | 35.322                 | 4.000    | 14.000    |
| 3     | India      | 12.405                 | Onbekend | 5.640     |
| 4     | Thailand   | 5.395                  | 8.432    | 3.071     |
| 5     | Somalië    | 78                     | Onbekend | Onbekend  |
| 6     | Myanmar    | 61                     | Onbekend | Onbekend  |
| 7     | Malediven  | 82                     | Onbekend | 76        |
| 8     | Maleisië   | 68                     | > 200    | 29        |
| 9     | Tanzania   | 10                     | Onbekend | Onbekend  |
| 10    | Seychellen | 3                      | Onbekend | 7         |
| 11    | Bangladesh | 2                      | Onbekend | Onbekend  |
| 12    | Kenia      | 1                      | Onbekend | Onbekend  |
|       | Totaal     | 184.163                | > 12.632 | > 28.823  |

## Getroffen landen en territoria

### Indonesië

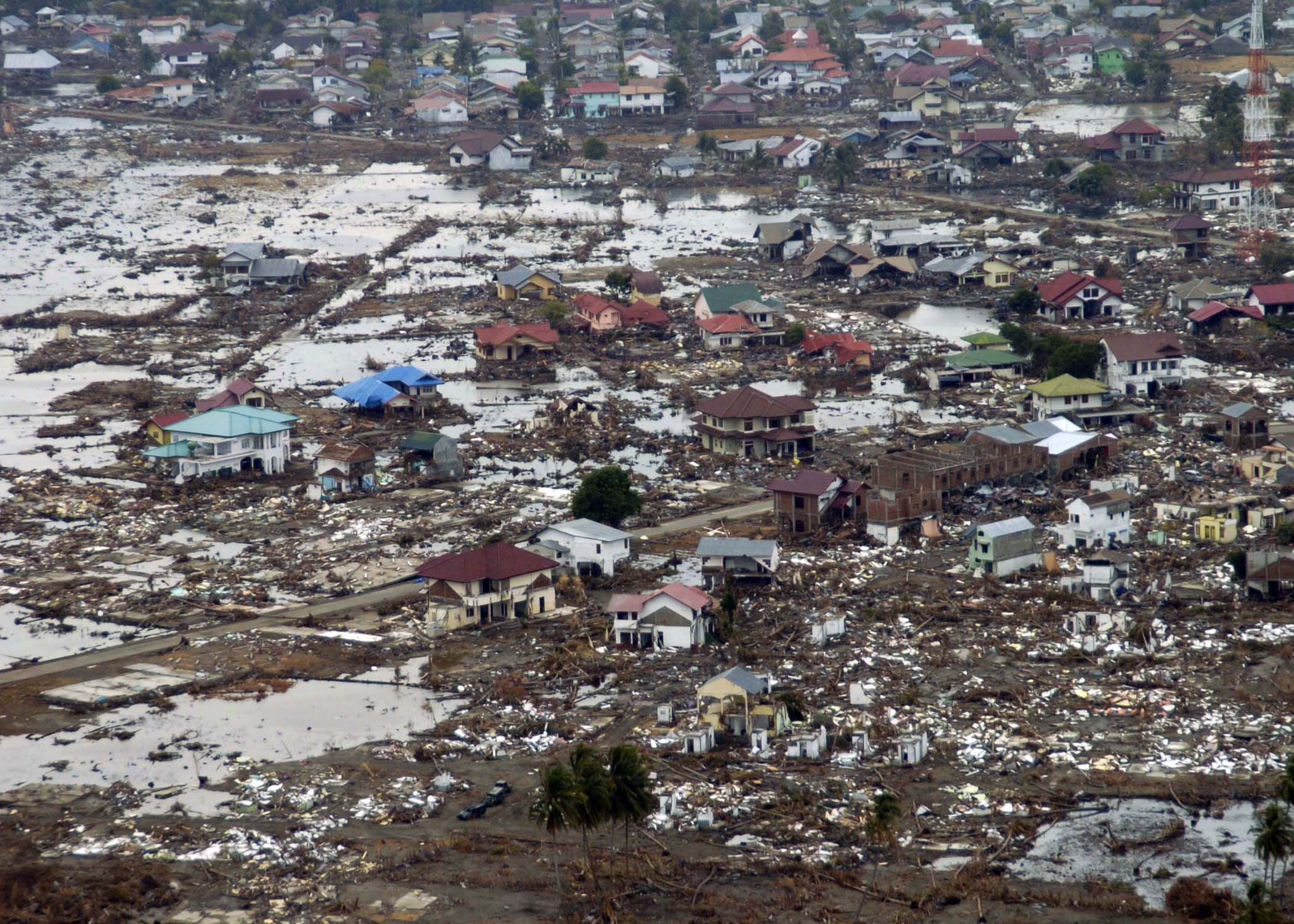
Een verwoeste stad op Sumatra.

Volgens de Indonesische autoriteiten zijn er ruim 130.000 mensen in Indonesië omgekomen.
Het dichtst bij het epicentrum lag de provincie Atjeh, op het eiland Sumatra. Volgens de Indonesische autoriteiten vielen er 94.081 slachtoffers in Atjeh. Er werd gevreesd voor nog veel meer slachtoffers, aangezien er nog duizenden mensen werden vermist. Men schatte dat meer dan honderdduizend dodelijke slachtoffers zijn gevallen.
Indonesië is het land dat het zwaarst werd getroffen door zowel de tsunami als de aardbeving. Het betrof met name de provincie Atjeh. Grote delen hiervan en van de provincie Noord-Sumatra werden verwoest. Zo werd de hoofdstad van Atjeh, Banda Atjeh, voor 80% verwoest.
Het eiland Nias werd door de aardbeving in de Indische Oceaan ook zwaar getroffen. Vooral aan de westkust vielen veel doden. Duizenden mensen raakten dakloos.

### Sri Lanka

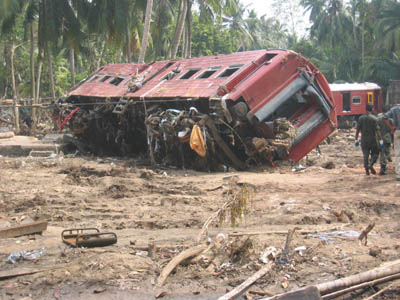
Door vloedgolf ontspoorde trein in Sri Lanka.

Sri Lanka was een van de zwaarst getroffen gebieden. De ziekenhuizen raakten overvol en konden geen gewonden meer opnemen. Het officiële dodental was meer dan 38.000. Eén miljoen mensen werden getroffen door de vloedgolf, er werden circa 14.000 mensen vermist en vierduizend gewonden geteld. De noodtoestand werd uitgeroepen.
Een extra probleem deed zich voor vanwege de landmijnen, die in de burgeroorlog tussen de regering en de Tamiltijgers op het strand werden ingegraven en nu uit het zand gespoeld werden.
Meer dan 1.700 mensen kwamen om toen hun trein werd overspoeld nabij de stad Peraliya.

### India

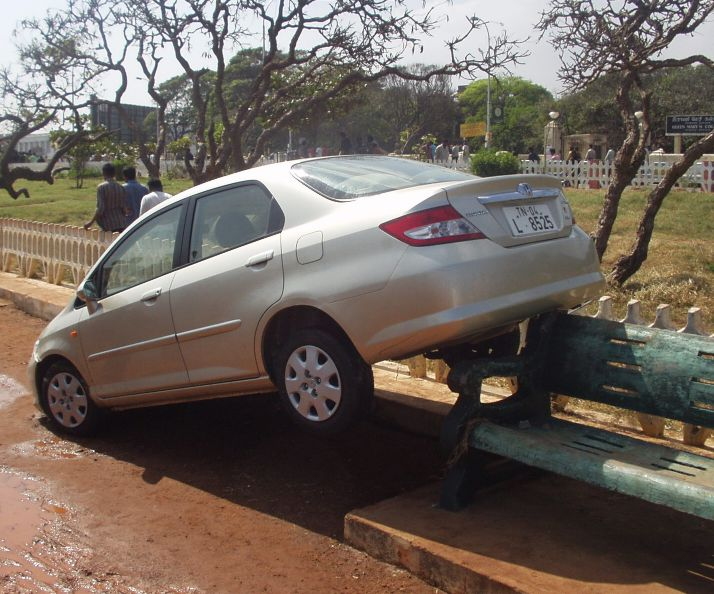
Auto in Chennai in India.

India had met zijn lange kustlijn veel schade.
In de Indische Oceaan liggen de Andamanen, een eilandengroep die tot India behoort. Een zware naschok van 7,3 op de schaal van Richter vond in de buurt van deze eilandengroep plaats. Er werden meer dan 13.000 doden gemeld.

### Thailand

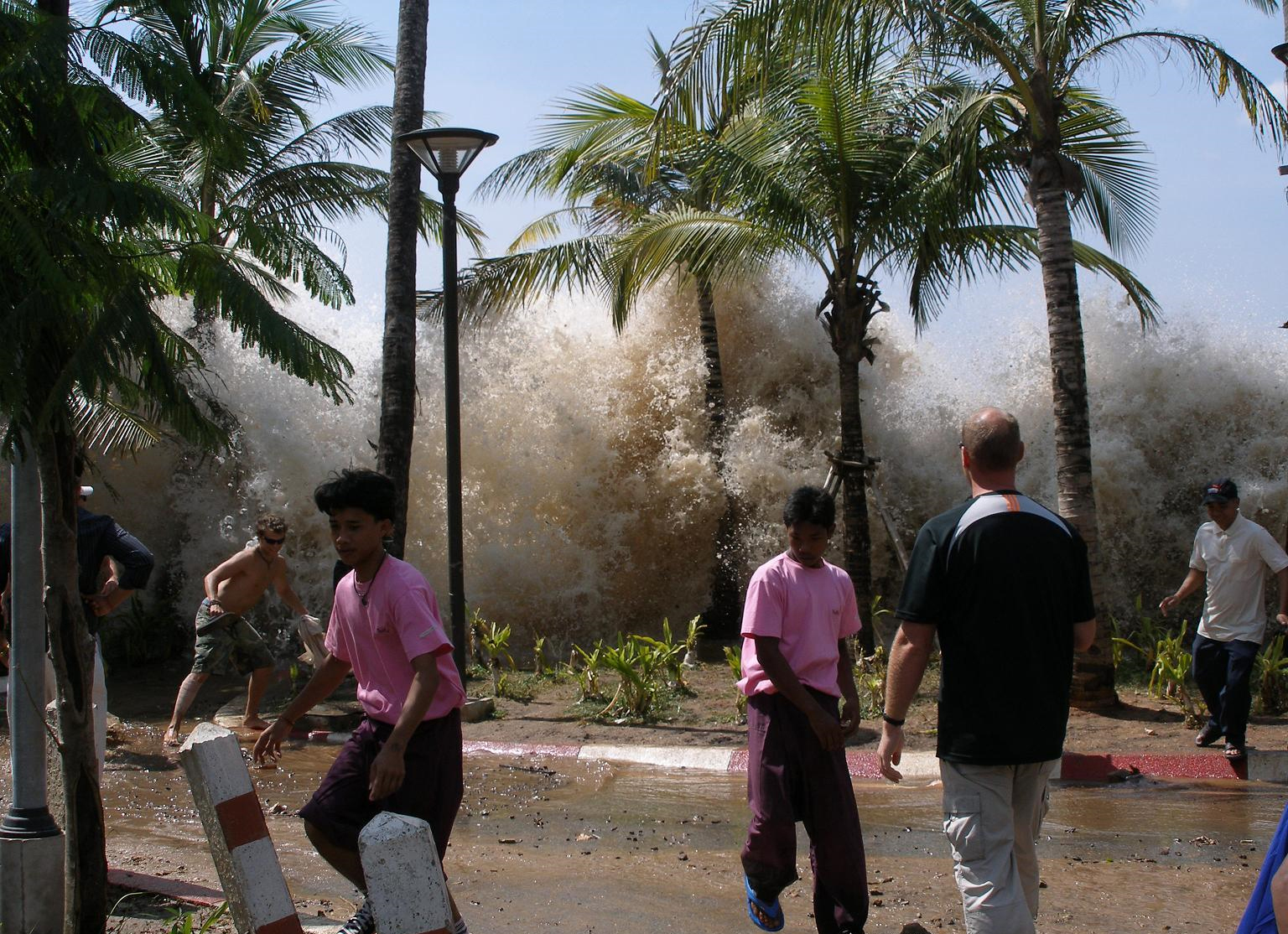
De Thaise plaats Ao Nang wordt getroffen door de tsunami.

In Thailand werd vooral de westelijke kuststreek van het land getroffen: de provincies Ranong, Phang Nga, Phuket, Krabi, Trang en Satun. De zeebeving zelf werd tot in Bangkok gevoeld. Bijna gelijktijdig vond er ook een lichte aardbeving plaats in de provincie Chiang Mai, die voornamelijk materiële schade opleverde.
De provincie Phang Nga werd het zwaarst getroffen. In een gebied bij de plaats Khao Lak vielen alleen al meer dan 700 doden. Verder werden de toeristische provincie Phuket (vooral de westkust van het eiland Phuket met de populaire vakantiebestemming Patong), het eiland Koh Phi Phi en de badplaats Ao Nang, de beide laatste in de provincie Krabi, zwaar getroffen.
Op Koh Phi Phi werden vrijwel alle constructies weggevaagd. Ook in de provincies Phang Nga en Krabi werden veel gebouwen aan de kust totaal weggevaagd. De lokale economie van dit gebied draaide voor een groot deel op de inkomsten van toerisme.
Twee dagen na de ramp meldde de Thaise pers 918 doden en vele gewonden en nog ca. 1000 vermisten. Op 1 januari 2005 stond het dodental in Thailand op circa 4500. In totaal zijn er in Thailand 5395 mensen omgekomen.

### Myanmar
Officieel werd er in Myanmar een dodental van 59 vastgesteld. Maar volgens de National Coalition Government of Union of Burma, een organisatie van Birmese dissidenten lag het werkelijke aantal doden tussen de 400 en 600. Volgens de Verenigde Naties hadden ongeveer dertigduizend mensen hulp nodig.

### Malediven

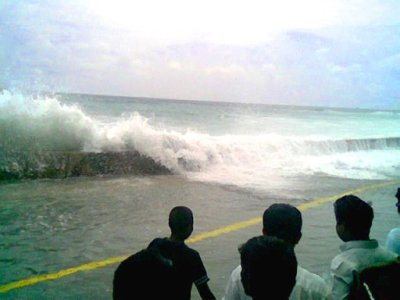
De Malediven getroffen door de tsunami

Op de Malediven zouden 82 doden zijn gevallen. Twee derde van de hoofdstad Malé liep onder water. Er zijn vele kleine eilanden (atollen), die slechts weinig boven water uitkomen, soms slechts 1 meter. De vloedgolf lijkt enkele atollen volledig overspoeld te hebben. De noodtoestand werd uitgeroepen.

### Maleisië

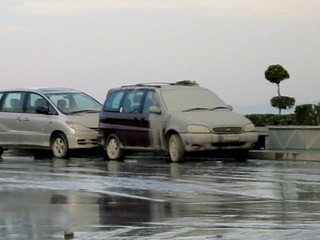
Maleisië: auto's getroffen door de tsunami in Penang

Maleisië meldde 75 doden, maar er werd voor 800 doden gevreesd.

### Noord Sentineleiland
Het kleine eiland, dat onderdeel is van de Andamanen (Baai van Bengalen), wordt bevolkt door een inheemse stam waarvan het aantal wordt geschat tussen de 50 en 400 personen. De Sentinelezen weigeren elk contact met andere mensen. Hoewel het zeker is dat het eiland werd getroffen door de zeebeving en de tsunami die volgde, zijn er bijgevolg geen cijfers bekend betreffende het dodental. Een helikopter die na de tsunami over het eiland vloog om de staat van het eiland te inspecteren en overlevenden te zoeken, werd beschoten met pijl en boog.

### Somalië
Ook in het duizenden kilometers van de plek van de beving verwijderde Somalië vielen doden door de vloedgolf. Er zouden honderden mensen omgekomen zijn door omslaande boten.

### Bangladesh
Uit Bangladesh werden twee doden gemeld.

### Seychellen
Op de Seychellen, een eilandengroep ten oosten van Afrika, zouden drie doden zijn gevallen en zeven anderen worden vermist.

### Réunion
Verschillende boten (200) aan de kusten van dit Franse eiland in Afrika zonken, de schade werd op een half miljoen euro geraamd.

### Kenia
Vooral in de stad Mombassa moesten honderden de kust ontvluchten. Er werd officieel één dode geteld.

### Singapore
Golven raakten luxueuze appartementsblokken in het zuiden van de stad.

### Australië
Zware golven beukten op de noordwestelijke kust van dit Oceanische land.

### Oman
Golven beukten op de kust van Oman in, echter geen zware schade.

## Gevolgen voor andere landen

Cirkeldiagram met vergelijkingen van januari 1906 tot december 2005 van verschillende gebieden die getroffen werden door natuurrampen in dezelfde periode.

Beknopte lijst met de doden, vermisten en gewonden van verschillende nationaliteiten die betrokken waren bij de tsunami. Bijgewerkt tot medio 2016.
| Land                | Doden | Vermisten | Gewonden |
| ------------------- | ----- | --------- | -------- |
| Zweden              | 543   | 12        | -        |
| Duitsland           | 537   | 15        | -        |
| Verenigd Koninkrijk | 149   | 1         | 69       |
| Finland             | 107   | 71        | -        |
| Zwitserland         | 106   | 6         | 60       |
| Frankrijk           | 95    | -         | 400      |
| Oostenrijk          | 86    | -         | 150      |
| Noorwegen           | 79    | 5         | 30       |
| Italië              | 54    | -         | 10       |
| Denemarken          | 43    | 3         | 11       |
| Japan               | 36    | 8         | -        |
| Nederland           | 36    | -         | 52       |
| België              | 10    | 1         | -        |

### België
Er zijn tien Belgen overleden en een werd er vermist.

### Nederland
Er kwamen 36 Nederlanders om, waarvan ten minste 28 mensen in Thailand, en twee in Sri Lanka.

## Hulp
Overheden en humanitaire organisaties van over de hele wereld zegden hulp toe. De Wereldbank schatte het benodigde hulpbedrag op 5 miljard Amerikaanse dollar.

### België
In België werd door het Belgisch Consortium voor Noodhulpsituaties een rekening opengesteld voor noodhulp aan de slachtoffers. Zowel op verschillende tv-zenders als radiozenders werden programma's uitgezonden gericht op het inzamelen van fondsen voor noodhulp.
Opbrengsten acties:
- Tsunami 12-12 : € 38.058.157
- Radio 1212 : ± € 330.000
- Veiling Jim-TV en TMF : ± € 55.000

Zes weken na het lanceren van de gemeenschappelijke oproep voor steun aan de slachtoffers van de vloedgolf in Azië, is het resultaat van de campagne in België opgeklommen tot 48,2 miljoen euro.

### Nederland
In Nederland werd door de Samenwerkende Hulporganisaties geld ingezameld voor noodhulp. Op giro 555 kwam in totaal ruim € 208.326.155 binnen. Dit bedrag was exclusief de toezegging van € 5 miljoen van de rijksoverheid.
Opbrengsten acties:
- Radio 555: € 5.033.235
- Televisieacties op Nederland 2, RTL 4, SBS6 en TMF 9: ruim € 60.000.000
- Totale opbrengst van giro 555: ruim € 205.000.000 (stand 14 juli 2005)
- EO Metterdaad: tussenstand op 22 maart 2005: € 1.800.000

### Verenigde Staten
De Amerikaanse overheid stelde 350 miljoen dollar en troepen voor directe hulp beschikbaar.. Het Amerikaanse Rode Kruis en particulieren stortten nog eens zeker 400 miljoen dollar ten bate van de gebieden die getroffen waren door de natuurramp. Deze bedragen zijn exclusief het geld dat door de Amerikaanse multinationals en andere bedrijven en instellingen werd gegeven, alsook directe donaties aan vrienden en familieleden. De federale inzamelingsacties worden voortgezet onder leiding van twee voormalige presidenten, Bill Clinton en George H.W. Bush.

## Vervolg
Het tsunami-alarmeringssysteem bleek vanaf de zomer van 2006 goed te werken: bij een vloedgolf in december 2006 in India komt er niemand meer om.
Doordat de Indonesische regering en het verzet in Atjeh gezamenlijk de besteding van de hulpfondsen ter hand namen kwam het ook tot vredesbesprekingen. In december 2006 volgden er vrije verkiezingen in het gebied, dat gedeeltelijke autonomie verkreeg.
In diverse landen bleek door corruptie veel van de hulpgelden niet besteed te worden aan noodhulp en herstellingswerken. Met name in Sri Lanka, Indonesië en Thailand deed zich dit voor.
In Banda Atjeh is het Atjeh Tsunami Museum opgericht.